# Szymon Srebrnik
Szymon Srebrnik (Łódź, 10 aprile 1930 – Israele, 16 agosto 2006) è stato un superstite dell'Olocausto polacco naturalizzato israeliano, uno dei pochissimi sopravvissuto del campo di sterminio di Chełmno e, con Mordechai (Michał) Podchlebnik e Mordechai (Max) Zurawski, gli unici che sopravvissero alla guerra e resero testimonianza nei processi svoltesi nel dopoguerra.

## Biografia
Nato nel 1930, Szymon (Shimon, Simon) era un ragazzino come tanti altri bambini dell'Olocausto che vivevano a Łódź, allora uno dei centri più importanti della presenza ebraica in Polonia, con una comunità di oltre 200 000 abitanti. Tutto cambia nel settembre 1939 con l'invasione tedesca della Polonia. Łódź viene annessa al Terzo Reich e gli ebrei vengono confinati nel ghetto della città, costretti al lavoro forzato, alla fame, al freddo, alle privazioni più estreme. Cominciano subito le uccisioni (suo padre sarà assassinato davanti ai suoi occhi nell'estate 1943) e dal dicembre 1941 le deportazioni di massa verso il campo di sterminio di Chełmno (anche sua madre e il resto della sua famiglia ne saranno vittime). Nel marzo 1944, non ancora quattordicenne, Szymon viene inviato a lavorare a Chełmno, che ci si preparava a riaprire nell'aprile per la liquidazione finale del Ghetto di Łódź.
Con le gambe perennemente incatenate ad una catena di 40 centimetri per impedirne la fuga, Srebrnik riesce a sopravvivere alle durissime condizioni di lavoro per quasi un anno nel campo. Nonostante la giovane età, ha un fisico scattante e robusto. I tedeschi gli danno il soprannome "Spinnefix" (ragnetto veloce) per la sua agilità. Divenuto una specie di mascotte del campo, svolge funzioni di tuttofare, dall'estrazione dell'oro dai denti degli uccisi alla raccolta d'erba per i conigli lungo le sponde del fiume Ner. Srebnik aveva una bella voce e spesso intratteneva le guardie SS naziste cantando canti popolari polacchi o canzoni militari prussiane che gli venivano insegnate. Alcuni dei suoi carnefici lo prendono a benvolere ed a lui sono risparmiate le frequenti selezioni.
Durante la sua permanenza al campi, Srebrnik assiste allo sterminio di migliaia di ebrei e quindi alle operazioni di smantellamento del campo, alla distruzione dei crematori e degli edifici, all'uccisione dei prigionieri addetti al funzionamento del campo. Alla fine, nella notte tra il 17 e il 18 gennaio 1945, due giorni prima dell'arrivo delle truppe sovietiche, giunge anche il suo turno. I tedeschi uccidono gli ultimi prigionieri ebrei ancora in vita del Sonderkommando. Il colpo alla nuca riservato a Srebrnik però gli attraversa il collo senza danneggiare centri vitali o causare perdite di sangue sostanziali. Riguadagnata coscienza, Srebrnik riesce a fuggire trovando rifugio nella stalla di un contadino polacco che lo libera dalle catene e lo nasconde fino all'arrivo delle truppe sovietiche. 
Srebnik fu il solo a sopravvivere quel giorno, assieme ad un altro prigioniero, Mordechai Zurawski, che riuscì a fuggire nella foresta. 
Curato della ferita dai medici sovietici, Srebnik poté rilasciare la sua testimonianza su Chełmno già al processo svoltosi a Łódź, in Polonia nel giugno 1945,, unitamente a un altro testimone Mordechaï Podchlebnik, che dal campo era riuscito a fuggire in precedenza nel 1942. Senza alcun familiare o conoscente sopravvissuto, Srebnik decide di emigrare.

## Vita in Israele
Trascorso del tempo in Italia a Milano, Srebrnik giunge in Israele, dove vive nel kibbutz di Ness Ziona. Sposatosi con figli, lavora come elettricista e quindi come manager per l'esercito del nuovo stato. Con altri due sopravvissuti da Chełmno (Mordechaï Podchlebnik e Mordechai Zurawski) appare come testimone al processo contro Adolf Eichmann a Gerusalemme nel 1961. Inoltre, ha testimoniato nei processi riguardanti Chełmno, condotti in Germania nel 1962-65. Con Podchlebnik compare anche nel documentario Shoah (1985) del regista francese Claude Lanzmann, con il quale nel 1978 aveva accettato di tornare nei luoghi degli eccidi. In quella occasione Srebrnik incontrerà il figlio di quel contadino polacco che lo aveva aiutato nella fuga e che gli donerà le catene che il padre gli aveva allora rimosse (oggi esposte al museo di Yad Vashem).
Si conoscono pochissime altre persone che scapparono dal campo di sterminio di Chełmno, in particolare Szlama Ber Winer che nel febbraio 1942 riuscì a consegnare alla resistenza polacca un dettagliato rapporto sulle uccisioni di massa avvenute nel campo prima di essere ricatturato e ucciso a Bełżec. Solo tre fuggitivi sopravvissero alla guerra e furono testimoni nei processi: Mordechaï Podchlebnik, Mordechai Zurawski e appunto Srebrnik. Se molte delle informazioni nei processi vennero dagli interrogatori degli imputati, la testimonianza di Srebnik, insieme a quella degli altri due testimoni, è stata cruciale per perseguire il personale del campo e altri funzionari nazisti, a causa della sistematica distruzione di prove compiuta dai tedeschi riguardo alle operazioni di sterminio di massa degli ebrei a Chełmno.
Ultimo superstite del campo di sterminio di Chełmno, Srebrnik muore in Israele nel 2006 all'età di 76 anni.